# Molophilus abortivus
Molophilus abortivus là một loài ruồi trong họ Limoniidae. Chúng phân bố ở miền Australasia.